# سيد أباد (ورزقان)
سيد أباد هي قرية في مقاطعة ورزقان، إيران. عدد سكان هذه القرية هو 43 في سنة 2006.